# 新論峴站
新論峴站（：／ Sinnonhyeon yeok */?）是首爾地鐵9號線與新盆唐線沿線交會的一座轉乘車站，位於韓國首爾特別市江南區驛三洞、論峴洞、瑞草區盤浦洞與瑞草洞的邊界。

## 車站結構
本站有出口共7處。

### 9號線月台
站體為2面3線完全混合式月台的地下車站，候車月台設有月台幕門。

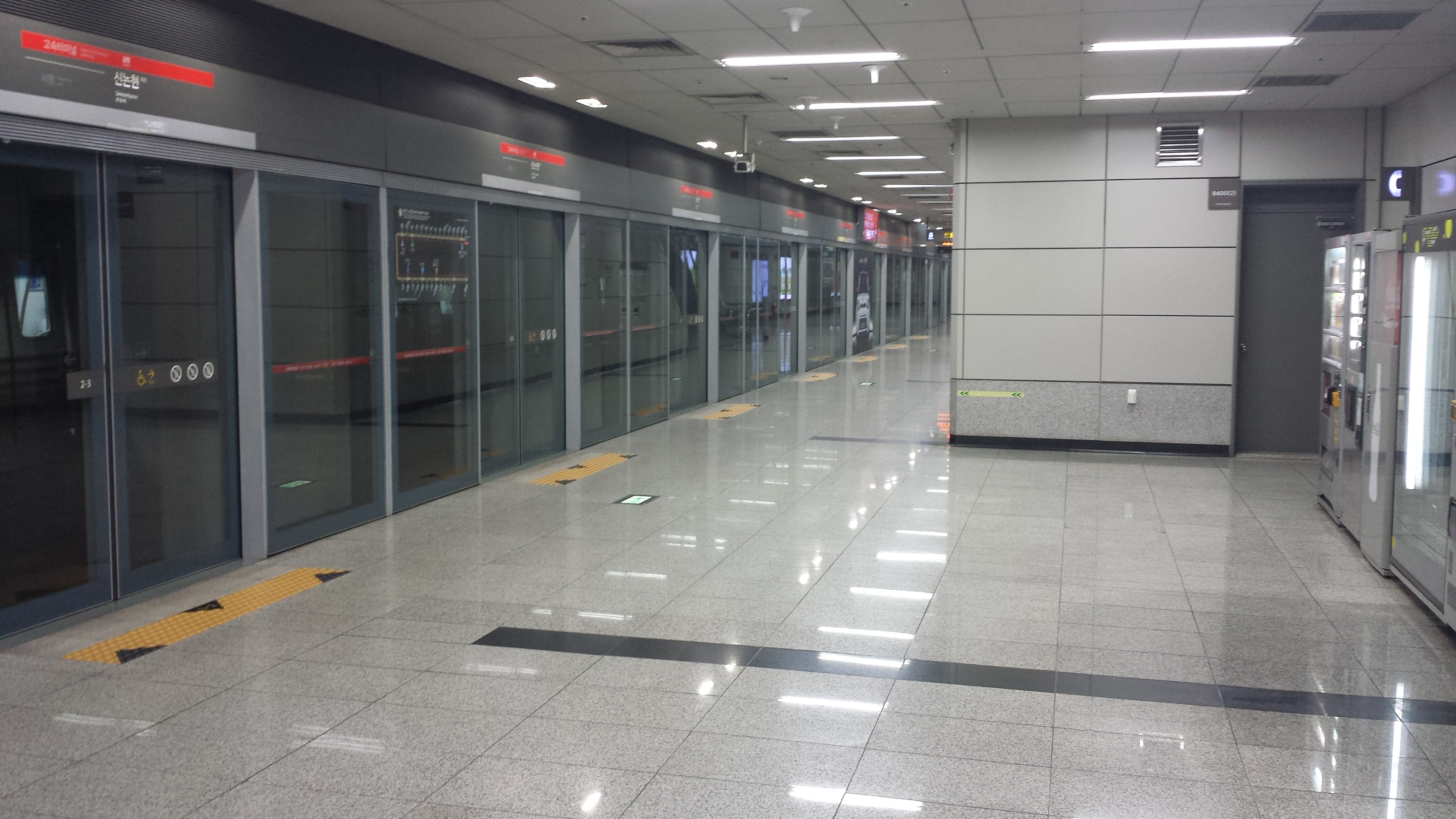
9號線候車月台

| 砂平 ↑   |
| \| 上 \| |
| ↓ 彥州   |

| 月台 | 路線           | 類別       | 目的地                                     |
| ---- | -------------- | ---------- | ------------------------------------------ |
| 上行 | ●首爾地鐵9號線 | 一般       | 銅雀、鷺梁津、堂山、開花方向               |
| 上行 | ●首爾地鐵9號線 | 急行       | 銅雀、鷺梁津、堂山、金浦機場方向           |
| 下行 | ●首爾地鐵9號線 | 一般、急行 | 宣靖陵、綜合運動場、石村、中央報勳醫院方向 |

### 新盆唐線月台
站體為2面2線側式月台的地下車站，候車月台設有月台幕門。

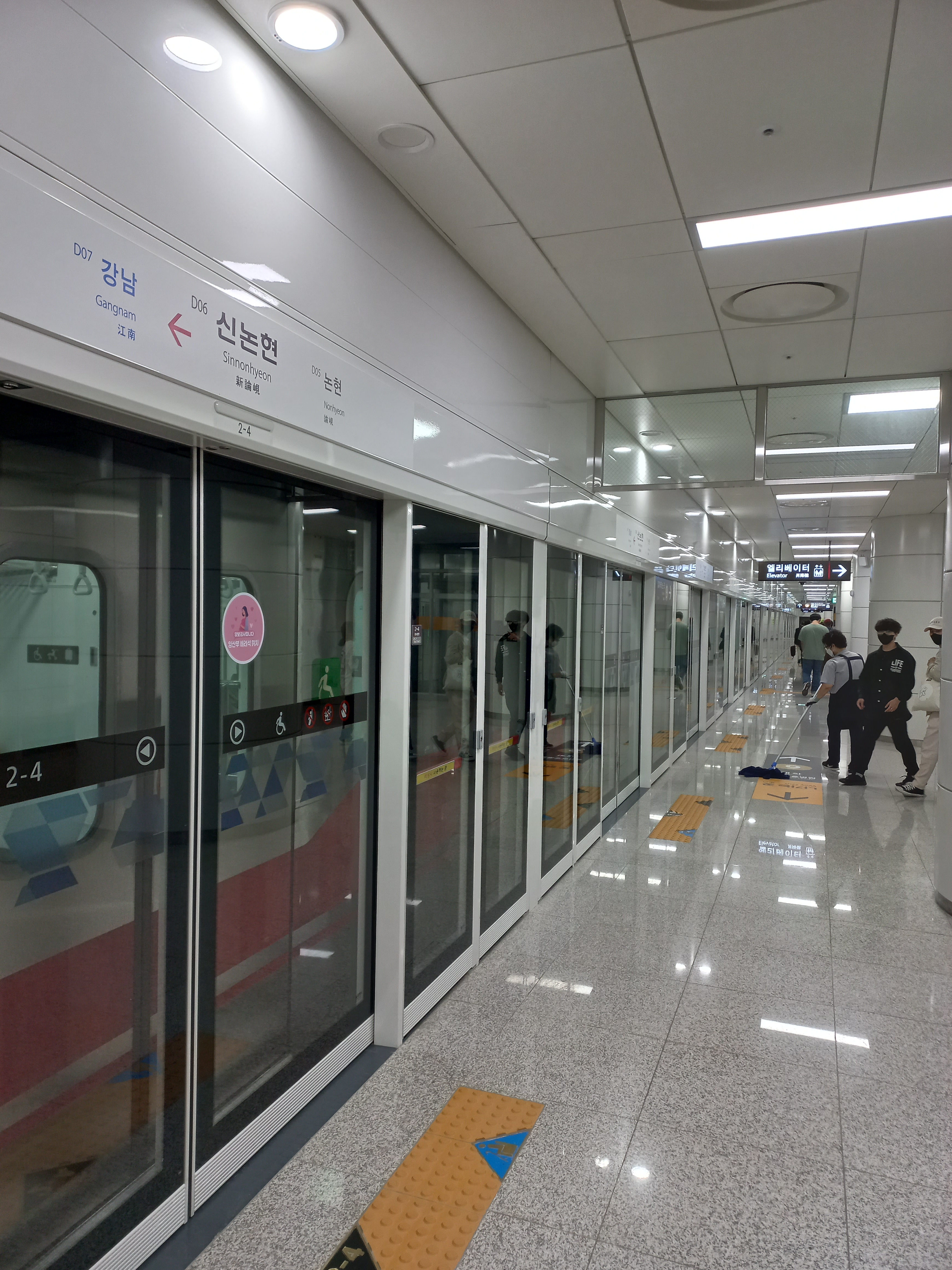
新盆唐線候車月台

| ↑ 論峴 |
| \| 上  |
| 江南 ↓ |

| 月台 | 路線      | 目的地                         |
| ---- | --------- | ------------------------------ |
| 上行 | ●新盆唐線 | 論峴、新沙方向                 |
| 下行 | ●新盆唐線 | 板橋、亭子、水枝區廳、光教方向 |

## 歷史
- 2009年7月24日：落成啟用。
- 2015年3月28日：9號線第2期工程完工通車，终到本站的列车仅剩余夜间之末班车。
- 2022年5月28日：新盆唐線站體開通。

## 車站周邊
- 教保人壽（朝鲜语：교보생명보험）
- 教保文庫江南店
- 國技院
- 國立兒童青少年圖書館
- E-mart論峴店
- 首爾艾美酒店
- 江南諾富特酒店
- KCC集團（朝鲜语：KCC그룹）總部大樓

## 圖片

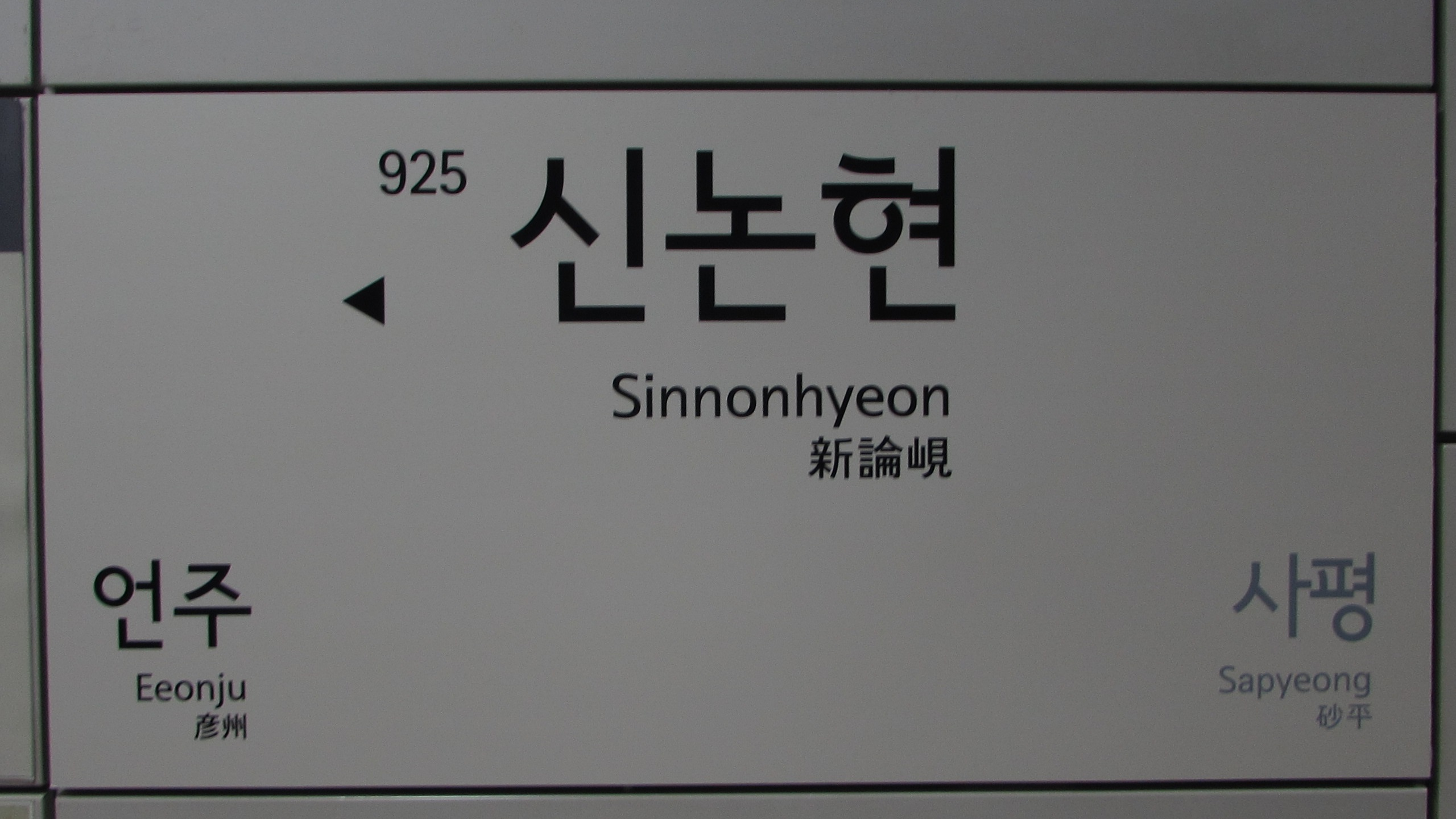
9號線站名牌
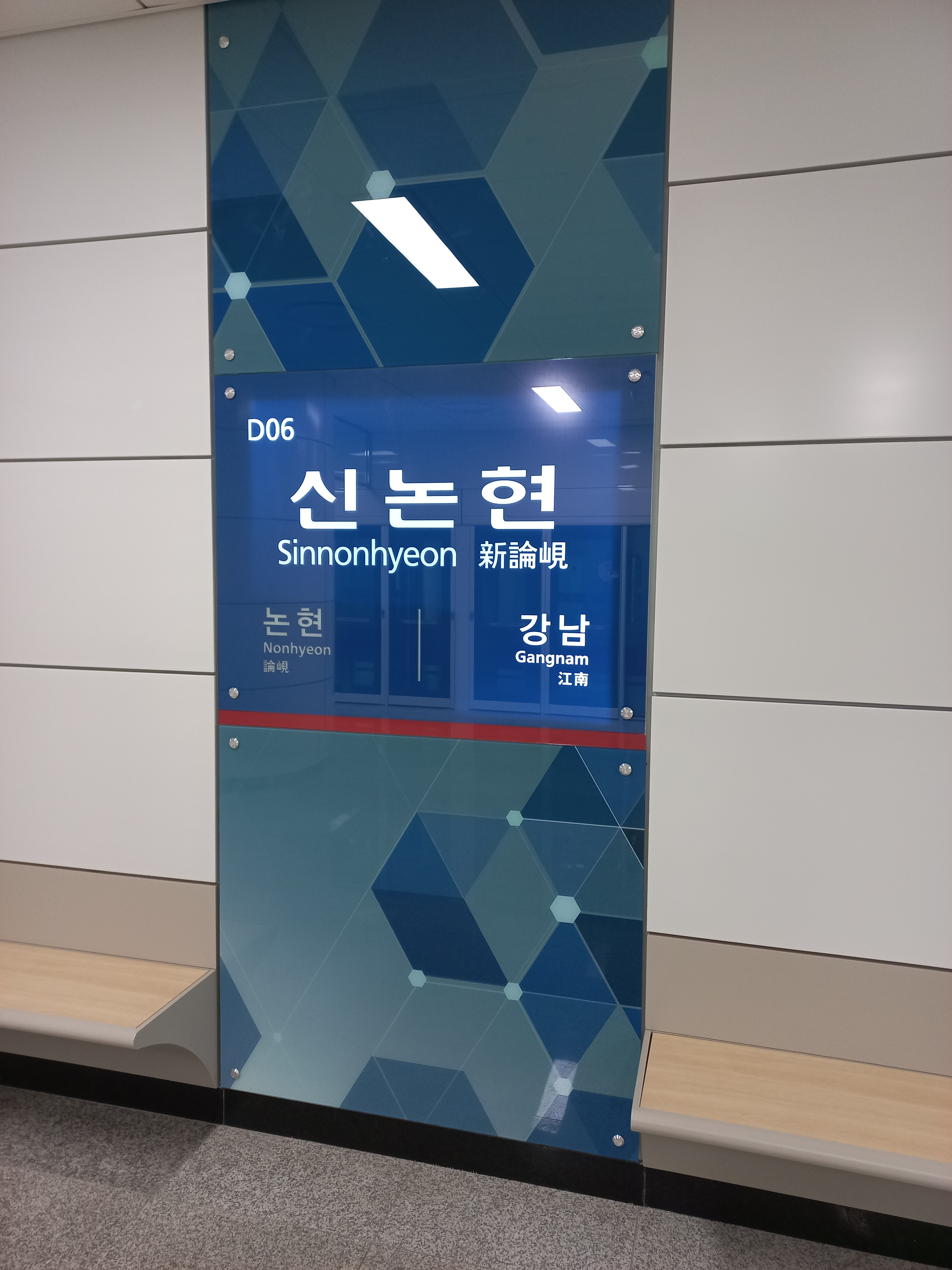
新盆唐線站名牌
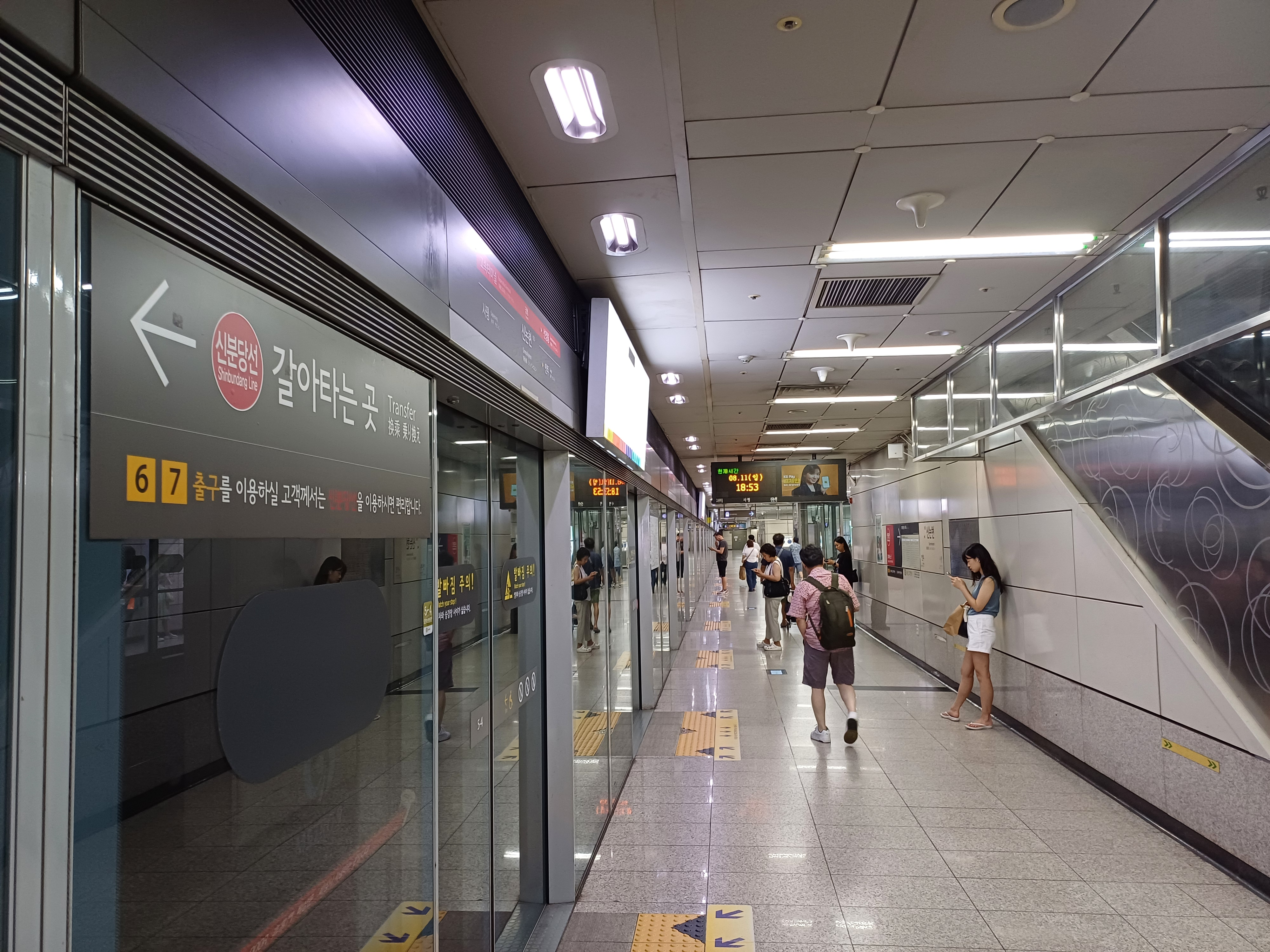
9號線月台
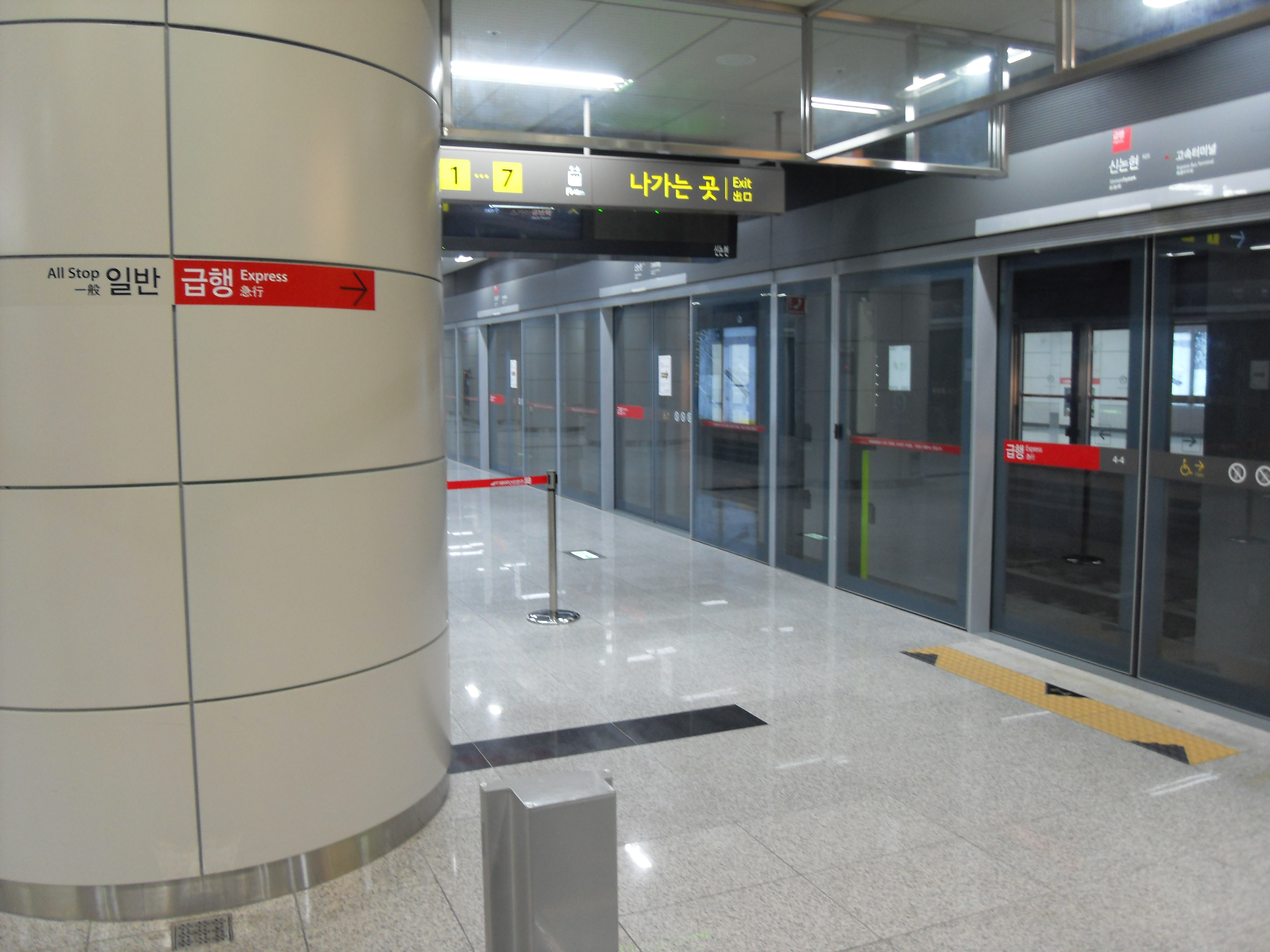
9號線急行月台
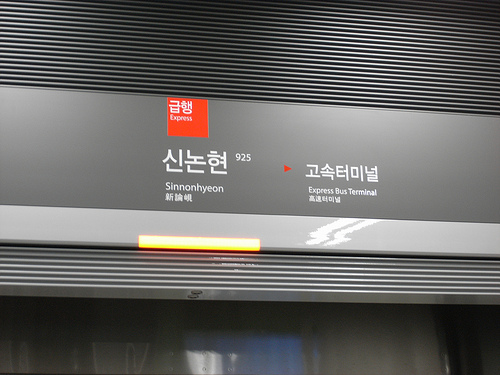
9號線月台門急行標示

## 相鄰車站
首爾市地鐵9號線
●首爾地鐵9號線
急行
高速巴士客运站（923）－新論峴（925）－宣靖陵（927）
一般
砂平（924）－新論峴（925）－彥州（926）
Neo Trans
●新盆唐線
論峴（D05）－新論峴（D06）－江南（D07）

## 外部連結
-  首都圈電鐵9號線第913區工地건설공사
-  首都圈電鐵9號線第914區工地網址
- 車站衛星圖片[永久]
- 首都圈電鐵9號線第914區工地衛星圖片